# هاضل الجلاوي
هاضل سالم هاضل الجلاوي العازمي مواليد دولة الكويت (1938 - 1 ابريل 2010) ، نائب سابق في مجلس الامة الكويتي، شارك في انتخابات مجلس الأمة الكويتي عام 1981 عن الدائرة الخامسة والعشرون أم الهيمان وحصل علي ( 794 ) وحصل علي المركز الأول ونجح بالانتخابات، كما شارك في انتخابات مجلس الأمة الكويتي عام 1985 وحصل علي ( 767 ) ونجح بالانتخابات.

## مواقفه في مجلس الأمة
| الكتل                                                 | مستقل - قبلي     |
| اللجان                                                | -------          |
| الحركة الدستورية (32 نواب سابقين) (1989)              | إنضم للحركة      |
| الاستجوابات (1986)                                    | لم يقدم استجوابا |
| قانون حق الانتخاب للمتجنسين (1986)                    | صوت بالموافقة    |
| تعديل المادة الاولى من قانون المحكمة الدستورية (1986) | غير موجود        |
| استجواب سلمان الدعيج (1985)                           | أيد حجب الثقة    |